# 梅连基区
梅连基区（俄语：Меленковский район）是俄罗斯联邦弗拉基米尔州下辖的一个区，其行政中心为梅连基。据2016年统计，该区的人口为34212人。